# The Spiral
The Spiral, známý také jako 66 Hudson Boulevard, je 66patrový mrakodrap v Hudson Yards na Manhattanu v New Yorku. Projekt byl oznámen v roce 2016 developerskou společností Tishman Speyer jako mrakodrap o výšce 314 m, rozloze 265 000 m² a 66 podlažích, jehož autorem je dánská architektonická kancelář Bjarke Ingels Group, která navrhla i nedaleký VIA 57 West. The Spirál se nachází na 34. ulici mezi Hudson Boulevardem a Desátou avenue. Po dokončení je The Spiral další z projektů, jejichž realizaci umožnila změna územního plánu, jako jsou Hudson Yards, 3 Hudson Boulevard a Manhattan West. Charakteristickým rysem budovy je, že na každém patře jsou venkovní zahrady, které se spirálovitě vinou kolem budovy, která se směrem k vrcholu zeštíhluje. Budova byla celkově dokončena v prosinci 2022.
K vybavení patří venkovní terasa na jihovýchodním rohu 66. patra, salonek, prostory pro setkávání a akce v 66. patře nazvané Studio, úschovna kol a parkoviště pro vedení společnosti až pro 30 vozidel pro vedoucí pracovníky C-Suite s nabíjecími stanicemi pro elektromobily. V přízemí na rohu Desáté avenue a Západní 34. ulice se nachází restaurace.
Automatizace budovy od Bosch Climatec, kromě řízení systémů, optimalizace energetické náročnosti, systémů osvětlení ap., zabezpečuje zavlažování zeleně na terasách a vyhodnocuje uhlíkovou stopu.

## Historie
Věž byla původně koncipována v roce 2014 jako Hudson Spire s výškou střechy 550 m a architektonickou výškou 610 m. Byla propagována jako nejvyšší budova na západní polokouli.
Koncem roku 2015 zaplatila společnost Tishman Speyer 25 milionů dolarů dvěma mužům, kteří se odmítli přestěhovat ze svého bytu na 10. avenue a 34. ulici, na místě budoucí stavby The Spiral. Výměnou za to muži souhlasili s přestěhováním. Developer vynaložil na pozemek a jeho okolí 438 milionů dolarů, ale navzdory soudnímu rozhodnutí ve prospěch společnosti Tishman Speyer dvojice zůstala na místě až do vyplacení částky.
Nové rendery zveřejněné v roce 2016 ukazovaly budovu o výšce 314 m s kaskádovitou řadou upravených teras a visutých zahrad.
Dne 27. srpna 2017 oznámila farmaceutická společnost Pfizer plány na přestěhování světového ústředí společnosti do nové budovy o rozloze 74 000 m², které by zabralo 7. až 21. patro. V dubnu 2018 společnost oficiálně podepsala dvacetiletou nájemní smlouvu a zároveň poskytla společnosti Blackstone úvěr na výstavbu ve výši 1,8 miliardy dolarů, což je jeden z největších takových úvěrů v historii New Yorku. V lednu 2021 byla budova dokončena. V červnu 2022 se dokončovala fasáda.